# Amboy (Illinois)
Amboy és una població dels Estats Units a l'estat d'Illinois. Segons el cens del 2000 tenia 2.561 habitants.

## Demografia
Segons el cens del 2000, Amboy tenia 2.561 habitants, 963 habitatges, i 651 famílies. La densitat de població era de 784,8 habitants/km².
Dels 963 habitatges en un 34,9% hi vivien nens de menys de 18 anys, en un 51,9% hi vivien parelles casades, en un 10,9% dones solteres, i en un 32,3% no eren unitats familiars. En el 28,8% dels habitatges hi vivien persones soles el 15,3% de les quals corresponia a persones de 65 anys o més que vivien soles. El nombre mitjà de persones vivint en cada habitatge era de 2,55 i el nombre mitjà de persones que vivien en cada família era de 3,12.
Per edats la població es repartia de la següent manera: un 27,6% tenia menys de 18 anys, un 8,3% entre 18 i 24, un 27,7% entre 25 i 44, un 18,7% de 45 a 60 i un 17,7% 65 anys o més.
L'edat mediana era de 36 anys. Per cada 100 dones de 18 o més anys hi havia 91,8 homes.
La renda mediana per habitatge era de 36.250 $ i la renda mediana per família de 42.027 $. Els homes tenien una renda mediana de 35.250 $ mentre que les dones 26.105 $. La renda per capita de la població era de 18.183 $. Aproximadament el 4,4% de les famílies i el 8,3% de la població estaven per davall del llindar de pobresa.

## Poblacions més properes
El següent diagrama mostra les poblacions més properes.